# 1955年の日本競馬
1955年の日本競馬（1955ねんのにほんけいば）では、1955年（昭和30年）の日本競馬界についてまとめる。馬齢は旧表記で統一する。
1954年の日本競馬 - 1955年の日本競馬 - 1956年の日本競馬

## できごと

### 1月 - 3月
- 1月1日 - 競走馬の事故見舞金制度が発足する[1]。
- 1月11日 - 閣議において、競馬・競輪の土・日・祝日以外の平日開催制限措置が決定され、13日より施行された[1]。
- 2月2日 - 私設馬券屋の氾濫に、警視庁が取り締まりを開始[1]。
- 2月22日 - 大阪府が、新年度より府営競馬・競輪を廃止すると声明を発表する[1]。
- 3月1日 - 進駐軍の兵士であるロバート・アイアノッティが除隊し、外国人として初めて中央競馬の騎手免許を取得する[2]。
- 3月14日 - 安田伊左衛門が日本中央競馬会理事長の職を退任する[1]。

### 4月 - 6月
- 4月4日 - 日本中央競馬会の新理事長に、元農林水産大臣だった有馬頼寧が就任[1]。
- 4月7日 - 競馬施行規程の一部が改正され、1日の競走が12競走以内に定まる[1]。
- 4月11日 - 大井競馬場でパトロールフィルムの使用が始まる[1]。
- 4月29日 - 京王線の東京競馬場への引き込み線が完成、府中競馬正門前駅が開業する[1]。
- 5月15日 - 大井競馬場で第1回春の鞍（のちの東京ダービー）が開催される。第1回優勝馬はローヤルレザー[1]。
- 5月18日 - NHKホールにおいて、日本放送協会との共催で「ダービーの夕」が開催される[1]。
- 6月14日 - 馬券取次業を禁止する事項を盛り込んだ、競馬法改正法の公布。7月14日より施行される[3]。

### 7月 - 9月
- 8月11日 - 函館競馬場においての道営競馬開催が始まる[3]。
- 9月29日 - イギリスのジョッキークラブにより、日本中央競馬会の競馬国際協定への加入が承認される[3]。

### 10月 - 12月
- 10月4日 - 競馬法が改正され、繋駕速歩競走に側対歩競走が追加される[3]。
- 10月4日 - 荒尾競馬組合が設立される[3]。
- 11月1日 - 日本中央競馬会の組織規程が改正され、審判室などが設けられる[3]。
- 11月12日 - 競馬施行規程が一部改正され、出走可能となる馬の年齢を3歳（満2歳）とした[3]。
- 11月18日 - 日本中央競馬会が、京阪神不動産株式会社との間に阪神競馬場の買収契約を結び、12月29日に取得が完了した[3]。
- 12月24日 - 第4回阪神競馬第7日第6競走（アラブ障碍特別、2,600m、ハンデキャップ戦）にて、フライヤー（牡5歳、阪神：清水茂次厩舎）が、第5号障害飛越の際に蹉跌転倒し、その煽りで同馬に騎乗した大柳英雄（阪神：清水茂次厩舎）が頭部を激打、直ちに救護所に運ばれたが頭蓋骨内脳出血により死亡が確認された[4]。
- 12月27日 - 12月24日に競走中の事故で死亡した騎手：大柳英雄の日本中央競馬会葬が、阪神競馬場にて執り行われた[4]。
- 12月29日 - 日本中央競馬会の国庫納付金等の臨時特例に関する法律（有馬特例法[5]）が公布（施行は1956年1月1日）[3]

### その他
- この年、北海道室蘭競馬場、静岡県三島競馬場、福井県大野競馬場、徳島県徳島競馬場、愛媛県三津浜競馬場が廃止される[3]。

## 競走成績

### 中央競馬の主な競走
- 第15回桜花賞（阪神競馬場・4月10日）優勝 : ヤシマベル（騎手 : 清田十一）
- 第15回皐月賞（中山競馬場・4月24日）優勝 : ケゴン（騎手 : 野平好男）
- 第31回天皇賞（春）（京都競馬場・4月29日） 優勝 : タカオー（騎手 : 古山良司）
- 第16回優駿牝馬（オークス）（東京競馬場・5月28日) 優勝 : ヒロイチ（騎手 : 岩下密政）
- 第22回東京優駿競走（日本ダービー）（東京競馬場・5月29日) 優勝 : オートキツ（騎手 : 二本柳俊夫）
- 第32回天皇賞（秋）（東京競馬場・11月20日） 優勝 : ダイナナホウシユウ（騎手 : 上田三千夫）
- 第16回菊花賞（京都競馬場・11月23日） 優勝: メイヂヒカリ（騎手 : 蛯名武五郎）

### 中央競馬・障害
- 第35回中山大障害（春）（中山競馬場・6月26日）優勝 : キタノイヅミ（騎手 : 勝尾竹男）
- 第36回中山大障害（秋）（中山競馬場・11月3日）優勝： シマユキ（騎手：飯塚好次）

## 表彰

### 優駿賞
- 年度代表馬 オートキツ
- 最良3歳牡馬 キタノオー
- 最良3歳牝馬 トサモアー
- 最良4歳牡馬 メイヂヒカリ
- 最良4歳牝馬 サスケハナ
- 最良5歳以上牡馬 ダイナナホウシユウ
- 最良5歳以上牝馬 セカイイチ
- 最良スプリンター トウセイ
- 最優秀障害馬 ダイニカツフジ
- 最優秀アラブ タツトモ

## 誕生
この年に生まれた競走馬は1958年のクラシック世代となる。

### 競走馬
- 3月9日 - セダン
- 3月11日 - オーテモン
- 3月15日 - ガーネツト
- 3月19日 - カツラシユウホウ
- 4月5日 - ヒシマサル（初代）
- 4月28日 - ダイゴホマレ
- 5月14日 - コマヒカリ
- 5月30日 - トサオー
- 不明 - オータジマ、ハードリドン

### 人物
- 1月22日 - 千葉均騎手、調教師（ばんえい）
- 1月31日 - 桑島孝春騎手（船橋）
- 2月1日 - 田島信行騎手（JRA）
- 2月22日 - 河内洋騎手、調教師（JRA）
- 4月14日 - 国枝栄調教師（JRA）
- 5月4日 - 森下博騎手（川崎）
- 5月28日 - 岡林光浩調教師（船橋）
- 6月7日 - 村本善之騎手（JRA）
- 6月27日 - 柳江仁調教師（笠松）
- 8月18日 - 高市圭二騎手、調教師（JRA）
- 9月30日
  - 小西一男騎手、調教師（JRA）
  - 南田美知雄騎手、調教師（JRA）
- 11月4日 - 深見敏男（ディープスカイ馬主）
- 12月29日 - 西園正都調教師（JRA）

## 死去

### 競走馬・種牡馬
- 11月18日 - プリメロ（種牡馬）

### 人物
- 1月11日 - 西橋康郎（騎手）
- 3月29日 - 美馬信治（調教師）
- 11月11日 - 東原玉造（元調教師）[6][注 1]
- 12月24日 - 大柳英雄（騎手）